# Callaeum coactum
Callaeum coactum är en tvåhjärtbladig växtart som beskrevs av David Mark Johnson. Callaeum coactum ingår i släktet Callaeum och familjen Malpighiaceae. Inga underarter finns listade i Catalogue of Life.